# Tajemnica gwiazdkowego puddingu
Tajemnica gwiazdkowego puddingu (ang. The Adventure of the Christmas Pudding) – zbiór opowiadań napisanych przez Agathę Christie. Książka została wydana w 1960 r.

## Bohaterowie
W opowiadaniach pojawia się dwójka ulubionych detektywów Agathy Christie: Herkules Poirot, ekscentryczny Belg, oraz panna Marple, starsza mieszkanka St. Mary Mead. Epizodycznie pojawia się również Felicity Lemon, sekretarka Poirota.

## Opowiadania
- Tajemnica gwiazdkowego puddingu (ang. The Adventure of the Christmas Pudding)
- Zagadka hiszpańskiej skrzyni (The Mystery of the Spanish Chest)
- Popychadło (The Under Dog)
- Dwadzieścia cztery kosy (Four-and-Twenty Blackbirds)
- Sen (The Dream)
- Szaleństwo Greenshawa (Greenshaw’s Folly)